# Štović
Štović je naseljeno mjesto u općini Foči, Republika Srpska, BiH. Nalazi se na sjevernoj obali rijeke Bistrice, nekoliko kilometara zapadno od ušća u Drinu. Štovići su mjesto koje je imalo blagu većinu Srba prema Muslimanima, a u godini prije osamostaljenja BiH broj se izjednačio. Ističu se po tome što je u Podrinju bila među naseljima koja su imala malobrojnu skupinu Hrvata. Godine 1961. popisano je kao Štovići, a poslije se javlja kao Štović.

## Stanovništvo
| Narod     | Popis 1961. | Popis 1971. | Popis 1981. | Popis 1991. |
| --------- | ----------- | ----------- | ----------- | ----------- |
| Hrvati    | 17          | 12          | 9           | 1           |
| Muslimani | 56          | 269         | 218         | 215         |
| Srbi      | 394         | 372         | 306         | 237         |
| ostali    | 183         | 17          | 16          | 5           |
| Ukupno    | 650         | 670         | 549         | 458         |